# Burnin’ It Down
«Burnin’ It Down» — песня американского кантри-певца Джейсона Алдина, вышедшая в качестве 1-го сингла с его шестого студийного альбома Old Boots, New Dirt (2014). Песню написали Rodney Clawson, Chris Tompkins, и члены группы Florida Georgia Line Tyler Hubbard и Brian Kelley, продюсером был Майкл Кнокс.
Сингл достиг первого места в кантри-чарте Hot Country Songs (став для Джейсона Алдина его 9-м чарттоппером).
В 2015 году песня была удостоена премии Billboard Music Awards в категории «Top Country Song».

## История
Песня получила смешанные отзывы музыкальной критики и интернет-изданий.
В первую неделю релиза в США было продано 184,000 копий и дебютировала на № 42 в чарте Billboard’s Hot Country Songs. Во вторую неделю песня переместилась с 42 на первое место в Hot Country Songs. К 29 сентябрю 2014 песня была сертифицирована в платиновом статусе RIAA спустя 9 недель после релиза, став самым успешным синглом 2014 года на тот момент. Миллионый тираж был достигнут к октябрю. К апрелю 2015 в США было продано 1,589,000 копий.
В Канаде в дебютную неделю было продано 15,000 загрузок.

## Видео
Музыкальный клип в этой песне был снят режиссёром Wes Edwards, а премьера прошла в августе 2014.

## Чарты
| Чарт (2014)                         | Высшая позиция |
| ----------------------------------- | -------------- |
| Канада (Billboard Canadian Hot 100) | 12             |
| Канада (Billboard Country)          | 2              |
| США (Billboard Hot 100)             | 12             |
| США (Billboard Country Airplay)     | 1              |
| США (Billboard Hot Country Songs)   | 1              |

## Итоговые годовые чарты
| Чарт (2014)                      | Позиция |
| -------------------------------- | ------- |
| Canadian Hot 100 (Billboard)     | 92      |
| US Billboard Hot 100             | 63      |
| US Country Airplay (Billboard)   | 15      |
| US Hot Country Songs (Billboard) | 2       |

## Сертификации
| Регион | Сертификация | Продажи   |
| --- | ------------ | --------- |
| США (RIAA) | Платиновый   | 1,589,000 |
| * Данные о продажах приведены только на основе сертификации. ^ Данные о тиражах приведены только на основе сертификации. |              |           |